# Trembleya
Trembleya là chi thực vật có hoa trong họ Mua.

## Hình ảnh

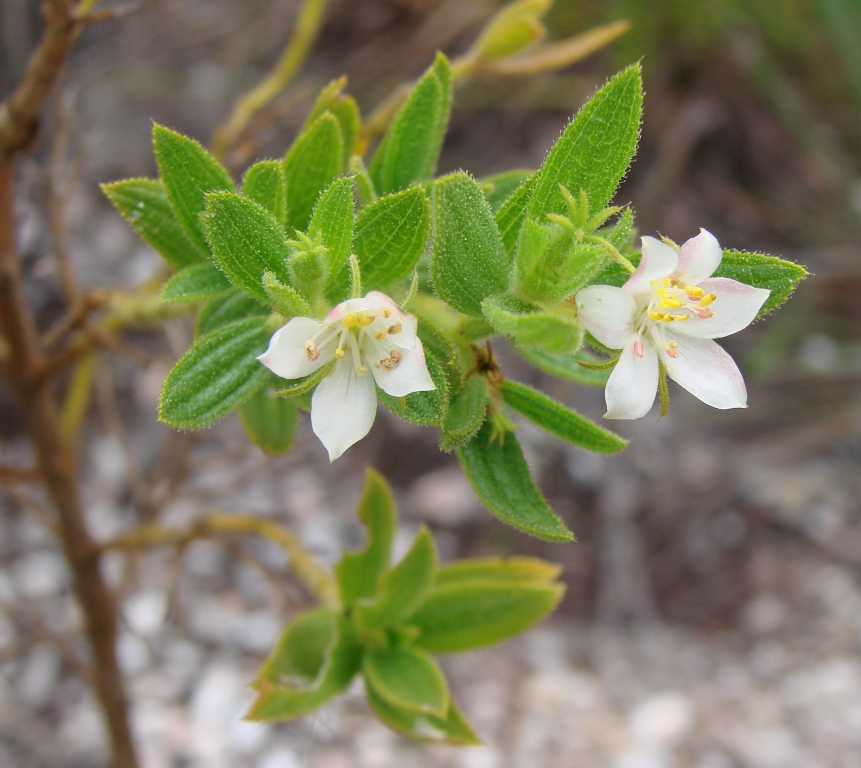